# 10689 Pinillaalonso
A 10689 Pinillaalonso (ideiglenes jelöléssel (10689) 1981 DZ1) a Naprendszer kisbolygóövében található aszteroida. Schelte J. Bus fedezte fel 1981. február 28-án.

## Kapcsolódó szócikk
- Kisbolygók listája (10501–11000)